# リトル・クリーチャーズ
『リトル・クリーチャーズ』（Little Creatures）は、アメリカのロックバンド、トーキング・ヘッズが1985年に発表した6枚目のアルバム。

## 収録曲
- 特記の無いかぎり全てデヴィッド・バーンの作詞・作曲。

1. アンド・シー・ワズ - And She Was (3:36)
2. ネーム - Give Me Back My Name (3:20)
3. クリーチャーズ・オブ・ラブ - Creatures Of Love (4:12)
4. レディー・ドント・マインド - The Lady Don't Mind (4:03)（トーキング・ヘッズ）
5. パーフェクト・ワールド - Perfect World (4:26)（トーキング・ヘッズ）
6. ステイ・アップ・レイト - Stay Up Late (3:51)
7. ウォーク・イット・ダウン - Walk It Down (4:42)
8. テレビジョン・マン - Television Man (6:10)
9. ロード・トゥ・ノーホエア - Road To Nowhere (4:19)